# Liste des Commonwealth Heritage auf der Norfolkinsel
Die Liste des Commonwealth Heritage listet alle Objekte auf der Norfolkinsel auf, die in die Commonwealth Heritage List aufgenommen wurden. Grundlage der Liste ist der Environment Protection and Biodiversity Conservation Act aus dem Jahr 1999. Bis November 2004 wurden auf der Insel 11 Stätten in die Liste aufgenommen.
- Anson Bay Reserve, Burnt Pine
- Selwyn Reserve, Burnt Pine
- Ball Bay Reserve, Kingston
- Kingston and Arthurs Vale Historic Area, Commonwealth Tenure Area, Kingston
- Nepean Island Reserve, Kingston
- Phillip Island, Kingston
- Arched Building, Longridge
- Bumbora Reserve, Longridge
- Hundred Acres Reserve, Longridge
- Point Ross Reserve, Longridge
- Two Chimneys Reserve Und Klippe, Middlegate